# Bad Boll (Bonndorf im Schwarzwald)

Bad Boll (Ausschnitt einer kolorierten SW-Postkarte von 1907): Im Vordergrund die Badkapelle. Rechts davon ist das Badhaus mit vorgelagertem „Heizhaus“ am Kamin zu erkennen. Zwischen Kapelle und Badhaus befindet sich die Quelle. Angebaut an das Badhaus die Dependance. Zwischen Badhaus/Dependance und Kurhaus die Parkanlage mit Springbrunnen. Links neben dem Kurhaus das Wohnhaus und ganz links, bereits im Seitental zum Boller Wasserfall gelegen, der Pavillon. Rechts neben dem Kurhaus das Turbinen- und Wohnhaus. Im oberen Bereich der Wutach ist das Wehr und der Ausleitkanal zum Kraftwerk zu erkennen. Ausgehend von der Bildmitte nach rechts Steg über die Wutach mit dem Weg nach Reiselfingen, links Fahrweg nach Oberhalden (Boll/Bonndorf).

Bad Boll ist ein aufgelassener Weiler in der Wutachschlucht unterhalb der Ortschaft Boll und gehört heute zur Stadt Bonndorf im Schwarzwald. Der Ort liegt in der Talsohle auf der rechten Seite der Wutach, wo der Boller Dorfbach in diese mündet. Namensgebend ist eine dort erstmals 1467 erwähnte schwefelhaltige Quelle. Bad Boll hat nichts mit Bad Boll im Landkreis Göppingen zu tun und ist nicht zu verwechseln mit dem einstigen Kurort Steinabad (heute Gästehaus) unweit der Steinamühle bzw. der Steinasäge, welche ebenfalls zur Stadt Bonndorf gehören.

## Geschichte
Eine erste urkundliche Erwähnung des heutigen Gebietes um Bad Boll erfolgt 1467, wo ein Badhäuschen als zur nahe gelegenen Burg Tannegg zugehörig erwähnt wird. Sowohl lokale Überlieferungen als auch die 1840 bei der Neufassung der Quelle gefundenen Pfähle und miteinander verbundenen Flecklinge legen die Vermutung nahe, dass die Quelle zumindest lokal als Bad genutzt wurde. Im Bereich der Quelle dürfte ab dieser Zeit auch ein Hof entstanden sein, von dem aus die nahen Wutachwiesen bewirtschaftet und Fischfang betrieben wurde. Diesen Hof nannte man den Badhof. Er wurde 1766 in ein sankt-blasianisches Schupflehen umgewandelt. Als 1806 im Zuge der Säkularisation das Kloster St. Blasien enteignet wurde, fiel das Anwesen an das Großherzogtum Baden. Angebliche Römische Münzfunde in Bad Boll sind wissenschaftlich nicht belegt, werden aber in örtlichen Überlieferungen genannt.

### Erster Badebetrieb

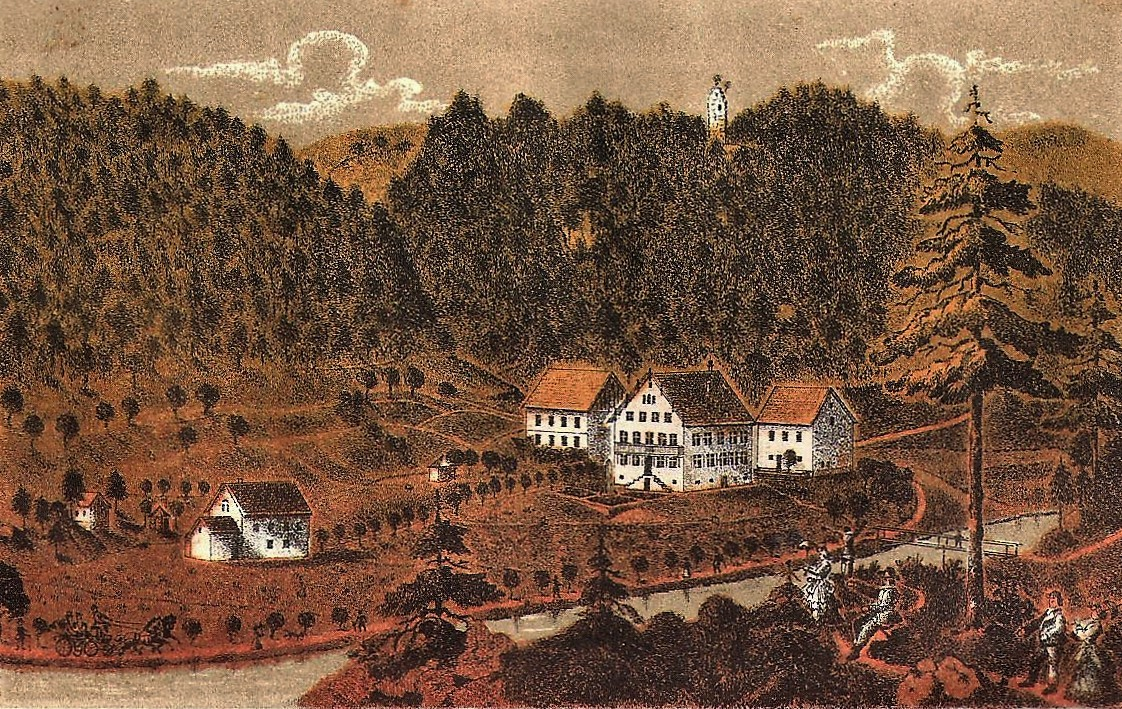
Bad Boll in der Wutachschlucht, Lithografie von 1875, von links nach rechts: Kleine (Hof) Kapelle als Vorläufe zur heutigen Kapelle; gefasste und überdachte Mineralquelle; Badhaus, später um eine Dependance erweitert; Hauptgebäude, (Kurhotel); dahinter Ökonomiegebäude; Wohnhaus, später Wohnhaus und Turbinenhaus. Über den Gebäuden erkennt man die Ruine Neu-Tannegg

1818 erwarb der bisherige Lehenmann und spätere Pächter Jakob Kromer den Badhof. Sein Sohn oder Enkel ließ 1839 die alte Heilquelle neu fassen und erweiterte das bisherige landwirtschaftliche Anwesen zu einer Gaststätte und einer Badeanstalt. Hierzu ließ er das Quellwasser durch den Bezirksapotheker Bleicher in Bonndorf einer chemisch-physikalischen Prüfung unterziehen. Nach dem Prüfungsergebnis Bleichers, verdiene das Quellwasser „die Aufmerksamkeit des ärztlichen Publikums“ und könne da, wo „der Schwefel indiziert ist, von heilsamer Wirkung sein“. Die umliegende Bevölkerung soll das Boller Wasser kübelweise geholt haben, da es sich als bewährtes Mittel gegen die Krätze und andere Hautausschläge bestens bewährt hat. Die auffallend günstigen Erfolge des Boller Wassers veranlassten Kromer 1854 zu einer weiteren chemischen Analyse. Demnach ist das Wasser ein starkes erdig-salinisches Wasser, dessen hauptsächliche Bestandteile mit schwefelsaurer Kalkerde, Natron, Talk- und Kieselerde, Kohlen- und Phosphorsäure, Calor- und Schwefelwasserstoff angegeben werden. Bis 1840 bestand der Badhof aus einem einzigen Wohn- und Ökonomiegebäude. 1840 wurde ein Badhaus unter Kromer errichtet. Am 6. Januar, andere Quellen nennen den 26. Januar, 1854 brannte das alte Wohn- und Ökonomiegebäude vollständig nieder, worauf man ab 1855 die Siedlung neu aufbaute. Neben dem vorhandenen Badhaus entstand ein Kurhaus, das zuvor „Gasthaus zum Storch“ geheißen hat, ein Ökonomiegebäude, ein Nebengebäude mit Tanzsaal und ein Waschhaus mit Viehtränke. Die Ärzte Joseph Wiel und Conrad Meyer-Ahrens empfahlen den Ort 1873 in ihrem Reiseführer für die von ihnen weiterentwickelte Klimatherapie. 1877 kam es zur Übernahme der Liegenschaft durch die großherzogliche Forstverwaltung, nachdem der damalige Betreiber diese aufgeben wollte.

### Blütezeit

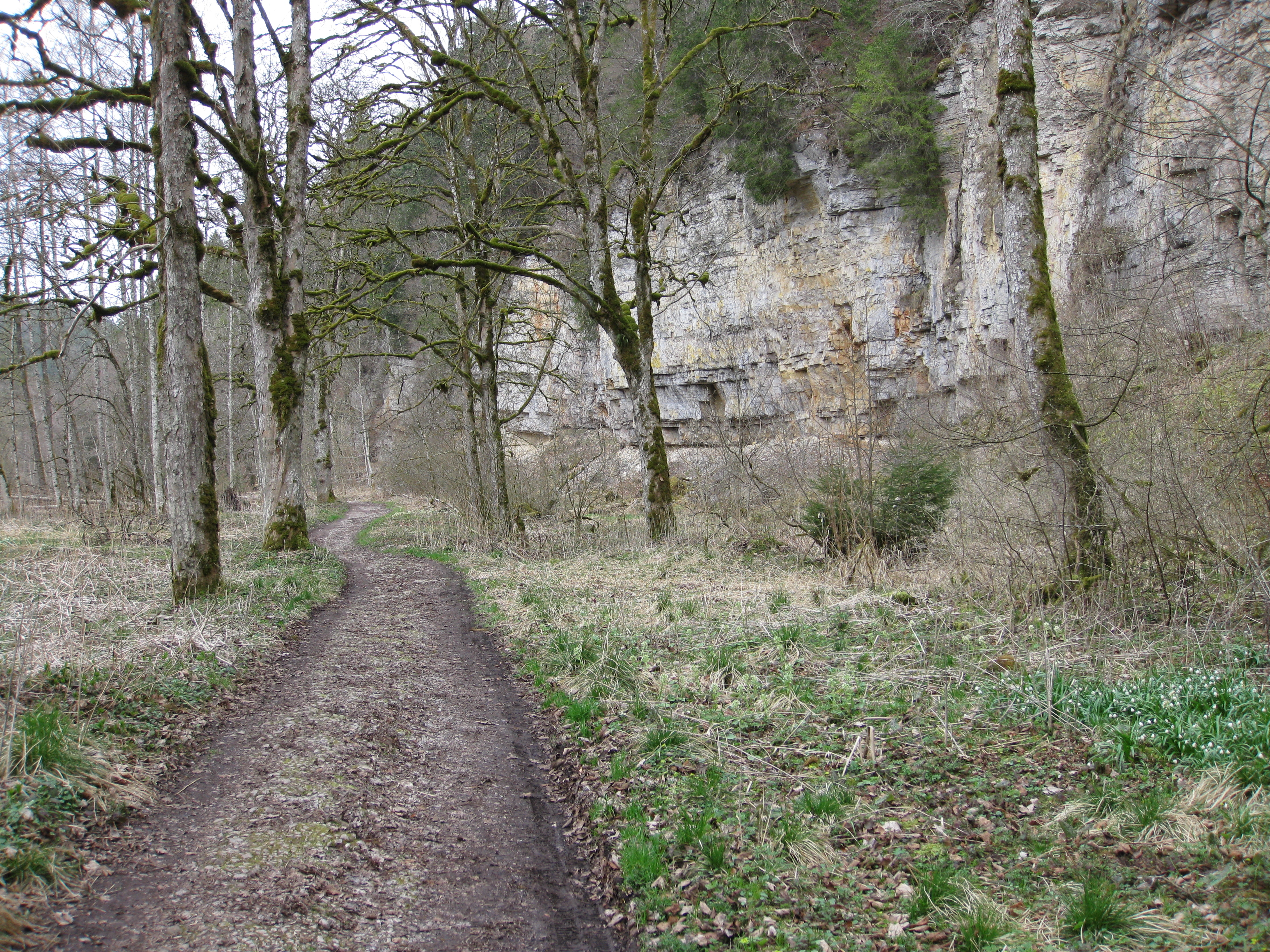
Überreste der Engländer-Allee (2016)

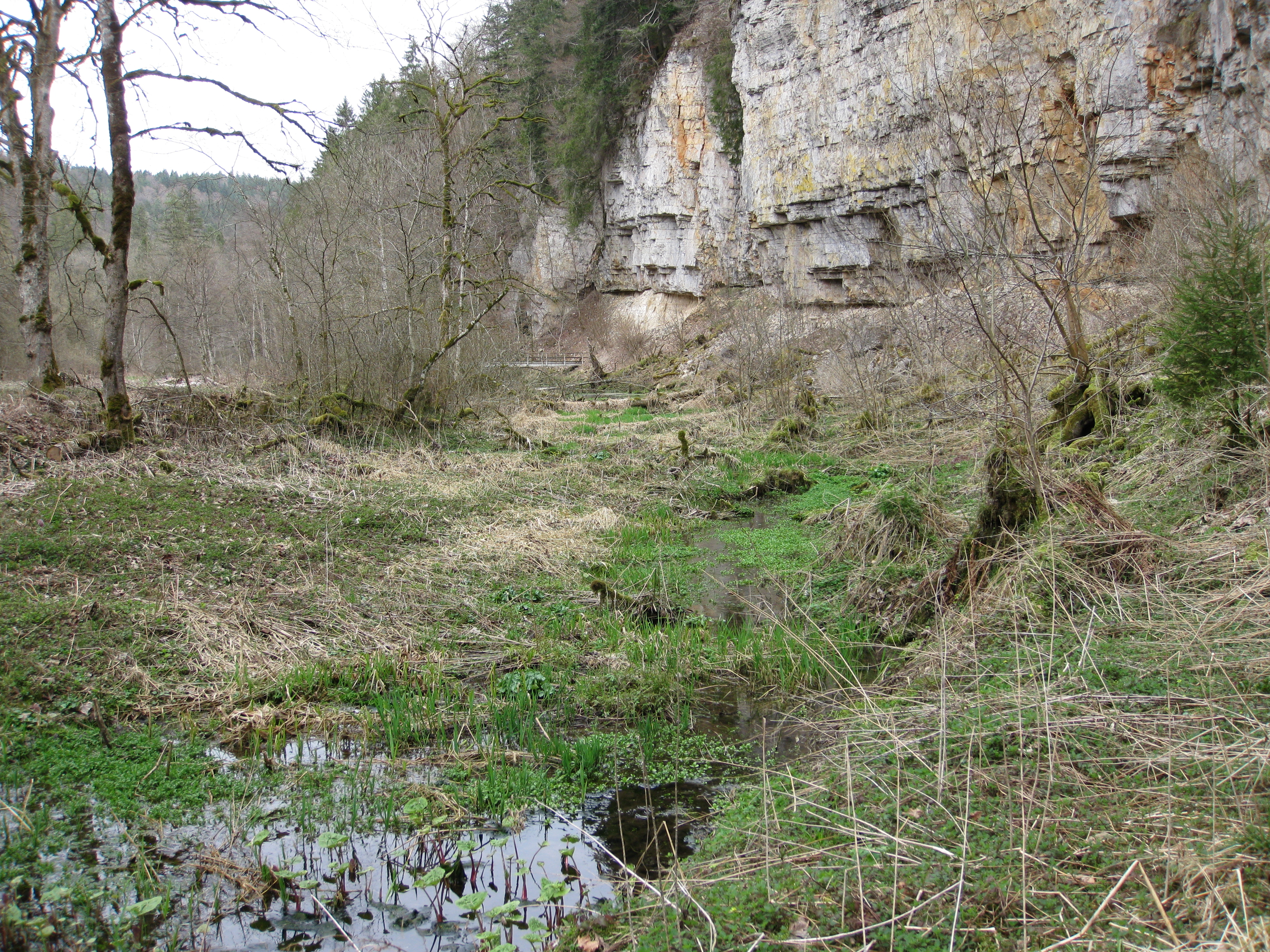
Überreste der Felsenweiher (2016)

Als 1887 das Großherzogtum Baden den Kurort Bad Boll an Carl Schuster, der damals Oberbürgermeister von Freiburg i. Br. war, verkaufte, begann für Bad Boll die Blütezeit. Schuster ließ die Gebäude und Anlagen modernisieren und richtete einen modernen Kurbetrieb ein. Das Kurhaus wurde erweitert und ein eleganter Speisesaal im Jugendstil eingerichtet, der für gut 100 Kurgäste Platz bot. Die Quelle wurde im Frühjahr 1888 neu gefasst. Unter der an der Burghalde unmittelbar neben der „Mineral- und Heilquelle“ 1889 errichteten Badkapelle wurde zudem eine Trinkgrotte eingerichtet. Neben dem Badhaus entstand eine Dependance mit 21 Fremdenzimmern und im Badhaus wurden neue Badekabinen eingerichtet. Ein Novum war die Elektrifizierung Bad Bolls. In einem Turbinenhaus wurde eine 48 kW starke Francis-Spiralturbine mit Generator installiert. Die Turbine lieferte die Fürstlich Fürstenbergische Maschinenfabrik in Immendingen. Sie wurde mittels eines Ausleitkanals durch die Wutach betrieben. Neben der Versorgung der Gebäude mit elektrischem Licht wurde die errichtete Parkanlage, die über einen Springbrunnen mit Springbrunnenteich verfügte, mittels elektrischem Licht in Szene gesetzt. Selbst der in der Burghalde gelegene Boller Wasserfall wurde elektrisch beleuchtet. Bereits 1880/81 hatte man unterhalb von Bad Boll die Wutach verlegt und begradigt sowie einen alleeartigen Weg bis zum Tannegger Wasserfall rechts neben der Wutach angelegt. Wiederum rechts neben dieser heute noch sichtbaren „Engländer-Allee“, wurde das durch die Verlegung der Wutach jetzt trockene, alte Flussbett zu zwei schmalen rund 200 Meter langen Weihern umfunktioniert, auf dem die Kurgäste Gondelfahrten unternehmen konnten. Da die beiden Weiher unmittelbar entlang einer Muschelkalkwand liegen, bekamen sie den Namen Felsenweiher und sind noch heute vorhanden, wenngleich ohne Wasser. Am 23. Februar 1891 starb Carl Schuster überraschend an einem Schlaganfall. Seine Erben verkauften daraufhin 1894 das Areal Bad Boll an den Fishing Club Limited aus London.

### Englische Ära
Der Fishing Club legte im Sommer 1896 einen ersten, noch sehr provisorischen Weg durch die Wutachschlucht an. Dieser Weg war aber nach einem Jahr nicht mehr passierbar, da das erste Hochwasser die 20 Brücken bereits wieder zerstört hatte. Erst ab 1904 legte der Schwarzwaldverein unter der Bauleitung von Karl Rümmele, der zur gleichen Zeit die Eisenbahnlinie von Neustadt nach Bonndorf baute, einen durchgehend hochwassersicheren Weg zwischen Bad Boll und der Wutachmühle an. Der Badebetrieb kam in dieser Zeit durch den Fishing Club ganz zum Erliegen, der am gesamten Unterlauf der Wutach bis zur Mündung bei Waldshut-Tiengen in den Rhein vor allem die Fliegenfischerei auf Bachforellen und auf die hier bereits 1873 eingeführten Lachs- und Regenbogenforellen betrieb. Unterhalb von Bad Boll befand sich eine Fischzuchtanstalt. Vorbild war die von Jean Victor Coste 1852 gegründete Kaiserliche Fischzuchtanstalt Hüningen. Auch der Lachs wanderte einst zur Laichzeit über den Rhein die Wutach hinauf, zwei große Exemplare wurden 1872 bei Oberlauchringen gefangen. Bereits 1912 zog sich der Fishing Club Limited wieder aus Bad Boll zurück und verkaufte das ganze Areal an den bisherigen Pächter Paul Bogner. Die Wasserqualität der Wutach hatte sich durch die Einleitung von Abwasser aus der Papierfabrik in Neustadt massiv verschlechtert und die Forellenfischerei endete.

### Kur- und Genesungsheim
In dem abgeschiedenen Tal wurde es immer schwieriger, den Betrieb aufrechtzuerhalten, weshalb Bad Boll am 15. Juli 1918 an die AOK Göppingen verkauft wurde, wodurch es zu einem Erholungsheim wurde. Die AOK trennte sich aber bereits am 5. Mai 1925 von ihrem „Waldkurort“ und veräußert das Anwesen an die 1910 gegründete Deutsche Gesellschaft für Kaufmanns-Erholungsheime, Kur- und Genesungsheime für Handel und Industrie e. V. in Wiesbaden. Bad Boll war damit in ein Netzwerk von Erholungsheimen eingebunden. In den Wirren des Zweiten Weltkriegs kam der Heimbetrieb gänzlich zum Erliegen. Ab 1946 beanspruchte die französische Besatzungsmacht Bad Boll und benutzte es als Ferienheim für französische Soldatenkinder. In all den Jahren sind enorme Schäden an den Gebäuden entstanden, so dass die Gesellschaft für Kaufmanns-Erholungsheime eine Wiedereröffnung als nicht möglich erachtete.

### Privatklinik und freier Therapiehof
1960 kaufte der Freiburger Arzt Werner Schütze Bad Boll und richtete im Badhaus bzw. der einstigen Dependance zunächst ein Erholungsheim ein, strebte aber die Eröffnung einer Privatklinik an. 1966 erhielt Schütze die Konzession für eine Klinik. Bereits im Januar 1968 folgte die Schließung der Klinik, nachdem Schütze in der Nacht des 15. Januar 1968 in Bad Boll festgenommen worden war. Ihm wurden gewerbsmäßige Abtreibungen und intime Kontakte zu Abhängigen vorgeworfen. Im November 1972 wurde unter der Leitung von Schütze ein freier Therapiehof eingerichtet, in dem Personen aus der Rauschgift- und Drogenszene therapiert werden sollten. Fernab von Großstädten glaubte man in der sogenannten „Stabilisierungsphase“ verschüttete Talente der ehemaligen Drogenkonsumenten wieder freilegen zu können. Deshalb entstanden in den Räumlichkeiten Werkstätten, in denen gemalt, gedrechselt oder auch Autos repariert wurden und die Gebäude von Bad Boll restauriert werden sollten. Dieses zweitletzte Projekt von Bad Boll wurde von der Bevölkerung, aber auch den Behörden, mit großer Skepsis und Argwohn beobachtet. Als in der Nacht des 12. April 1975 das Kurhaus aus unerklärlichen Gründen in Flammen aufging und am 25. November 1976 Schütze starb, war das Projekt freier Therapiehof gescheitert. Im Frühjahr 1977 endete das Projekt und Bad Boll blieb sich selbst überlassen. Erst 1981 wurde die Brandruine des Kurhauses abgetragen.

### Möglicher Unterschlupf
Im Oktober 1977 weckte Bad Boll das Interesse des BKA. Als Anfang September 1977 Hanns Martin Schleyer durch die RAF entführt und später ermordet wurde, geriet das verlassene Bad Boll als möglicher Unterschlupf in das Visier der Polizei, stammten doch mit Christian Klar, Adelheid Schulz und Knut Folkerts einige der RAF-Terroristen aus Südbaden und dürften sich somit im südlichen Schwarzwald gut ausgekannt haben. Im Oktober 1977 durchkämmte das BKA ohne Erfolg die Räumlichkeiten und die Umgebung Bad Bolls.

### Neuanfang und schnelles Ende

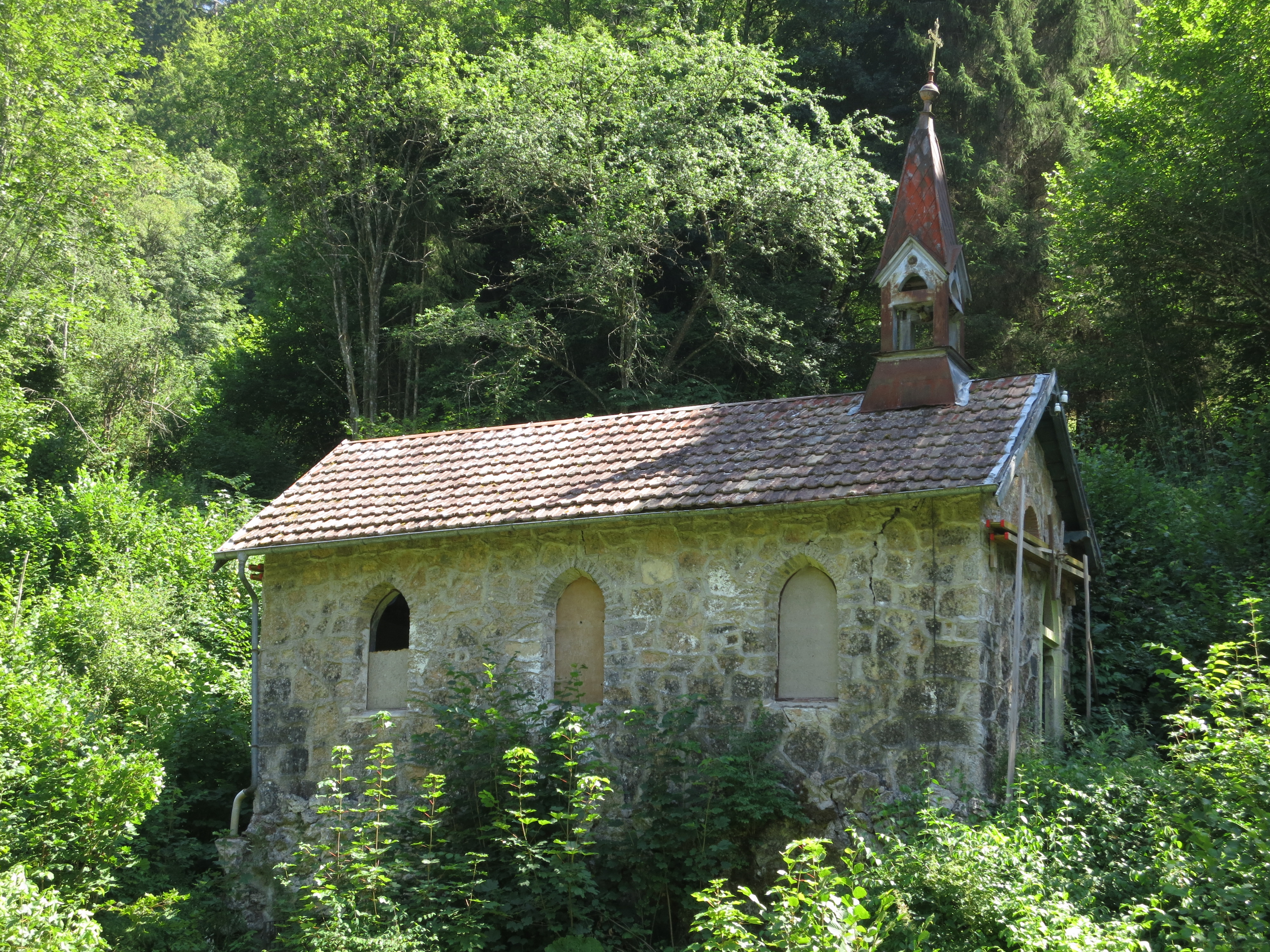
Kapelle beim ehemaligen Bad Boll

Am 1. Mai 1981 verkaufte die Witwe Schütze das heruntergekommene Bad Boll an die Brüder Friedemann und Eberhard Burr aus Heidenheim. Ziel war es, einen Beherbergungsbetrieb oder ein Schullandheim aufzubauen. Bad Boll sollte wieder Ziel für Naturfreunde und Wanderer werden. Mit der Eröffnung der Waldschenke und einem Kiosk kehrte wieder Leben in Bad Boll ein. Ein Wirtschafts- und Übernachtungsbetrieb erschien den Behörden des Landes und den Naturschutzverbänden im Naturschutzgebiet Wutachschlucht nicht vertretbar. Nachdem ein Hochwasser in den 1980er-Jahren das Ausleitungswehr zum Kraftwerkskanal zerstört hatte, erlaubten die Behörden keinen Wiederaufbau des Wehrs. Daher musste das kleine Laufwasserkraftwerk stillgelegt und nun mittels eines Dieselaggregats Strom für die Siedlung erzeugt werden. Als Burr 1990 Bad Boll zum Verkauf anbot und der Kaufvertrag mit dem Verein für christliche und gegenstandsfreie Meditation aus Würzburg bereits unterzeichnet war, griff das Land über sein Vorkaufsrecht zu, das es seit der Naturschutzverordnung von 1989 innehatte. 1992 und 1993 wurde bis auf die Badkapelle das ganze Areal abgerissen.
Heute erinnern nur noch die noch immer sprudelnde Quelle sowie die im Zerfall begriffene Badkapelle und einige wenige, total überwucherte, Bodenmerkmale an das einstige Bad Boll.

### Erhalt
Im Jahre 2009 bildete sich ein Interessen- und Freundeskreis „Kapelle Bad Boll“ mit dem Ziel, die Kapelle als Bauwerk zu erhalten. Die Sanierungskosten wurden seitens des Vereins mit rund 100.000 € angenommen. Vor diesem Hintergrund hat sich das Land dazu bereiterklärt, Planungsleistungen einzubringen, eine finanzielle Beteiligung wurde aber ausgeschlossen. Abschätzungen des Landesbetriebs Vermögen und Bau des Landes Baden-Württemberg hatte im Jahre 2013 Kosten in Höhe von 355.000 € für die Sanierung der Kapelle ermittelt. Die Stadt Bonndorf hat daraufhin aus Kostengründen ihre Projektträgerschaft niedergelegt und der Freundeskreis seine Anstrengungen eingestellt, da er bei Kosten in dieser Größenordnung an die Grenzen seiner Möglichkeiten stößt.
Da weder das Land noch die Kirche einen Bedarf an der Kapelle hat und ein alternatives Nutzungskonzept nicht gefunden werden konnte, sollte die Kapelle abgerissen werden, da zwischenzeitlich auch die Verkehrssicherheit nicht mehr gewährleistet ist. Eine Petition vom 15. Februar 2014 an den Petitionsausschuss des Landes Baden-Württemberg, mit dem Ziel die Kapelle, zu erhalten, wurde insofern beschieden, dass die Kapelle nicht abgerissen wird, sondern die Verkehrssicherheit wieder hergestellt werden soll und das Bauwerk somit vor dem Verfall bewahrt wird. Eine Begehbarkeit der Kapelle ist für die Öffentlichkeit nicht vorgesehen. Für die Erhaltungsmaßnahmen sind Investitionen von 150.000 € vorgesehen. Die Sicherungs- und Erhaltungsarbeiten finden seit Frühjahr 2018 statt.

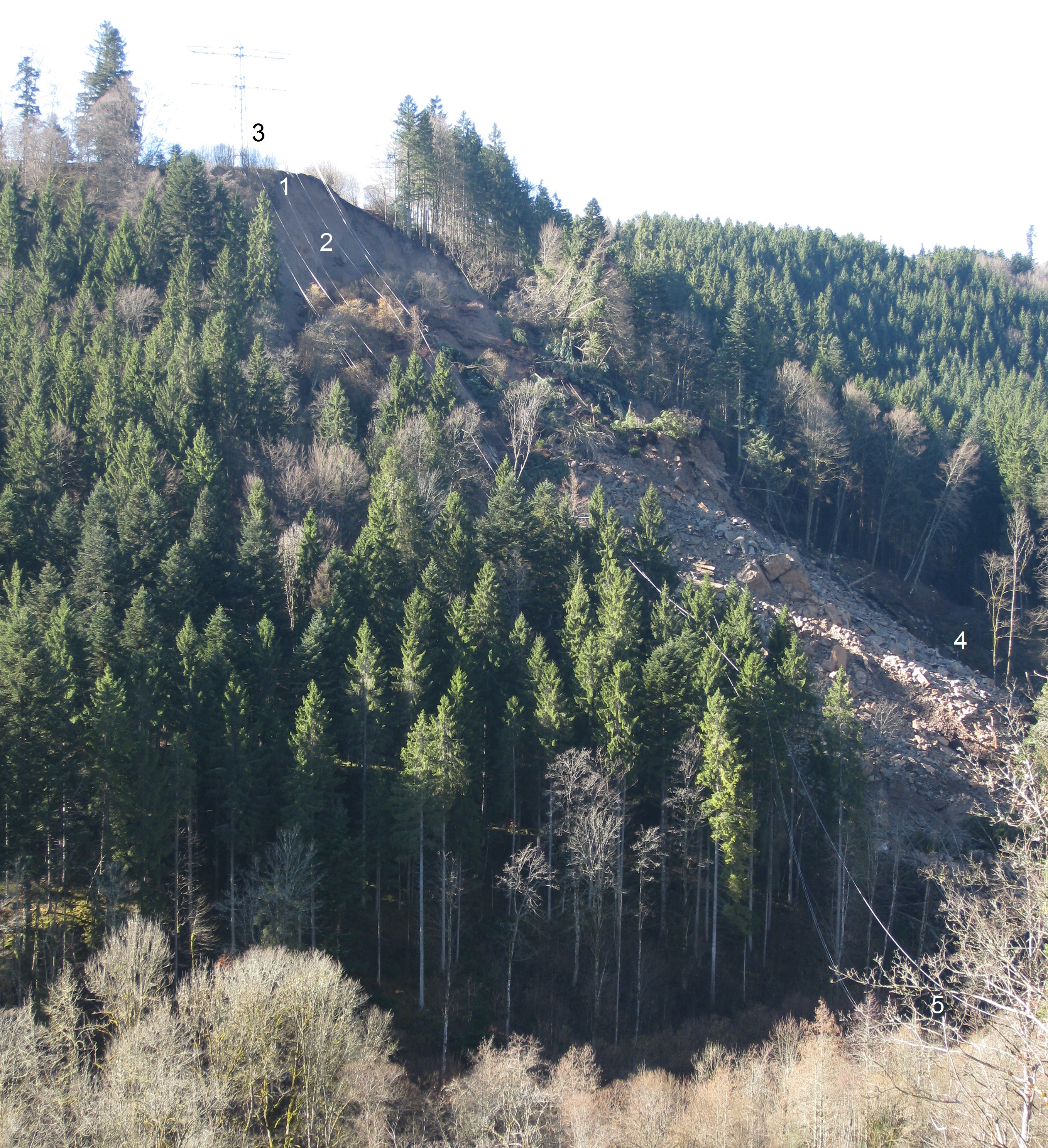
Erdrutsch bei Bad Boll: Abbruchkante (1), Abgelassene Leiterseile der 110kV-HS-Leitung Gurtweil-Villingen (2), Hochspannungsmast an der Abbruchkante (zwischenzeitlich entfernt) (3), verschütteter Zugangsweg nach Bad Boll (4), Badwiese in der Talsohle (5)

Nach einer begonnenen Hangrutschung an der rechten Talflanke wurde der Zufahrtsweg nach Bad Boll teilweise verschüttet und aus Sicherheitsgründen gesperrt, wodurch die Maßnahmen in Frage gestellt waren. Man konnte jedoch das Baumaterial von der linken Wutachseite über den nur zu Fuß begehbaren Hockenjos-Steg herbeischaffen und ab September 2016 bis zum Einbruch des Winters mit den Erhaltungsmaßnahmen beginnen. Die Mauern sollten fertig saniert werden. Die Arbeiten zur Notsicherung waren im September 2018 beendet.
Schon im August 2016 war der Zufahrtsweg wegen eines Erdrutsches einmal gesperrt worden. In der Nacht vom 5. auf den 6. März 2017 löste sich nach starken Regenfällen, der bereits seit dem Herbst 2016 erkennbare Bruch an der rechten Talseite, kurz oberhalb von Bad Boll, sodass ungefähr 50.000 m³ Gesteins- und Erdmaterial zu Tal rutschte. Der Erdrutsch erstreckt sich von der Talkante bei Boll, bis zur einstigen Badewiese von Bad Boll und hat dabei den Fahr- und Zugangsweg nach Bad Boll unpassierbar gemacht.